# 1293
1293. је била проста година.

## Догађаји
- Википедија:Непознат датум — У Фиренци донесен устав познат као "Одредбе правде".
- Википедија:Непознат датум — Трећи шведски крсташки рат

- Википедија:Непознат датум — Рат за Сицилијанско наслеђе (1282-1302) Војни сукоб између анжујске гране Капетске династије и краљева Арагона, који се одиграо у западном Медитерану.
- Почео је још један поморски рат између Венеције и Ђенове (1293-1299) .
- Почео Трећи шведски крсташки рат против Финске (1293-1295).
- Швеђани освајају део Западне Карелије. Оснивање Виборшког замка (данас Виборг).
- Краљ Милутин подиже Манастир Светог Ђорђа на Серави.
- Монголска инвазија на Јаву.
- На Јави је настала држава Маџапахит.
- Усвајање „Статута правде“ — устава Фиренце. Увођење положаја Гонфалонијера правде.
- Грузијског владара Давида VIII напали су Монголи са југа и Осети са севера.

## Рођења
- Википедија:Непознат датум — Филип V Високи, француски краљ
- Википедија:Непознат датум — Филип VI Валоа, француски краљ